# Tagos
Der Tagos (griechisch ταγός) war im antiken Griechenland der militärische Führer des thessalischen Bundes.

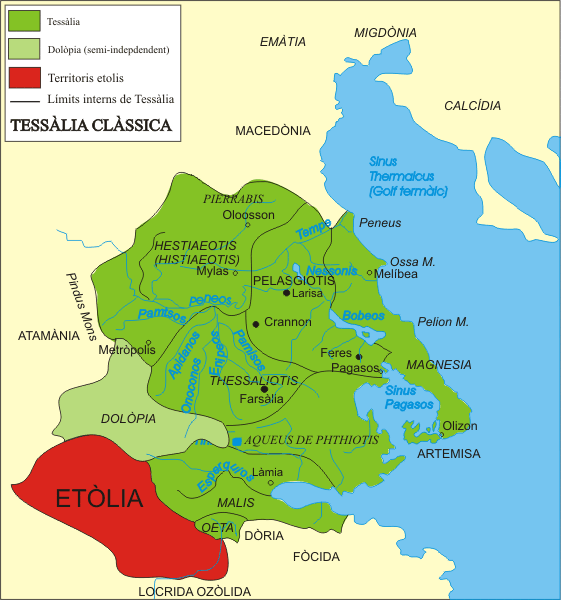
Das klassische Thessalien war in die vier Landschaften (tetras) Thessaliotis, Phthiotis, Pelasgiotis und Hestiaiotis untergliedert. Die Landschaften Malis und Magnisia kamen erst zu späterer Zeit unter thessalische Herrschaft.

Das formell nicht erbliche Amt der Tagie (ταγεία tageia) entsprach ursprünglich in etwa dem eines frühmittelalterlichen Herzogs, wie es in der Geschichtsliteratur gelegentlich auch übersetzt wird. Die in einem Bund vereinten thessalischen Poleis bestimmten dabei in Krisenzeiten für ihr vereintes Heer einen Befehlshaber. Dieses Amt war allerdings einem zunehmenden Bedeutungswandel unterzogen und wurde von diversen antiken Schreibern mit dem eines De-facto-Herrschers von Thessalien gleichgesetzt, weshalb unter anderem Herodot, Thukydides und Plutarch den Titel basileus und später Diodor den des archōn als Synonym für den des Tagos verwendeten. Der römische Autor Justin gebrauchte wiederum den lateinischen Begriff dux, aus dem in den romanischen Sprachen der Herzogstitel entstand.
Als Begründer der Wehrverfassung und damit erster Tagos des thessalischen Bundes gilt der Herrscher von Larisa, Aleuas der Rote, der Thessalien in die vier Wehrbezirke (tetras) Thessaliotis, Phthiotis, Pelasgiotis und Hestiaiotis einteilte, deren zu stellende Aufgebote wiederum seiner Befehlsgewalt unterstehen sollten. Mit der Übernahme der Tagie durch den Tyrannen Jason von Pherai um das Jahr 374/5 v. Chr. wurde dieses Amt faktisch erblich mit seiner Familie verbunden. Während Jason selbst dieses Amt noch gemäß dem thessalischen nomos übertragen bekommen hatte, übernahmen es seine Brüder Polydoros und Polyphron nach seiner Ermordung 370 v. Chr. in dynastischer Erbfolge. Polydoros wurde nur kurz darauf von Polyphron ermordet, der nach den Worten Xenophons die Tagie zu einer regelrechten Tyrannis über ganz Thessalien ausbauen wollte. Polyphron wurde nach nur einem Jahr von seinem Neffen Alexandros aus Vergeltung ermordet, der wiederum nach einer elfjährigen Herrschaftszeit von den Brüdern seiner Frau ermordet wurde.
Diese Konflikte hatten die Hinwendung der thessalischen Städte, besonders der tyrannenfeindlich gesinnten, zum makedonischen König Philipp II. zur Folge, der wahrscheinlich nach seinem Sieg in der Schlacht auf dem Krokusfeld 352 v. Chr. als neuer Tagos anerkannt wurde. Von da an blieb die Tagie und mit ihr die Herrschaft über Thessalien mit dem makedonischen Königtum in Personalunion  verbunden, die bis zur römischen Eroberung im 2. Jahrhundert v. Chr. bestehen blieb. Thessalien war in der Antike besonders für seine Pferdezucht berühmt, und seine Kavallerie stellte eine wichtige Ergänzung der makedonischen Heeresstärke dar. Schon in der Schlacht bei Chaironeia 338 v. Chr. war sie von entscheidender Bedeutung und auch im Heer Alexanders des Großen spielte sie während des Asienfeldzugs (334–330 v. Chr.) eine prominente Rolle.
Namentlich bekannte tagoi waren:
- Aleuas I. von Larisa (spätes 6. Jahrhundert v. Chr.)
- Skopas I. von Krannon (spätes 6. Jahrhundert v. Chr.)
- Antiochos (amtierte um 520 v. Chr.)
- Kineas (genannt um 512/11 v. Chr.)
- Echekratides III. (erste Hälfte 5. Jahrhundert v. Chr.)[10]
- Daochos von Pharsalos (amtierte 27 Jahre, ca. 431–404 v. Chr.)[11]
- Jason von Pherai († 370 v. Chr.)
- Polydoros von Pherai († 370 v. Chr.)
- Polyphron von Pherai († 369 v. Chr.)
- Alexander von Pherai († 358 v. Chr.)
- Philipp II. von Makedonien († 336 v. Chr.)
- Alexander der Große († 323 v. Chr.)

Das Fortbestehen der Tagie nach Alexander dem Großen ist ungewiss, jedenfalls sind nach ihm keine weiteren Amtsträger bekannt.